# Josep Lluís Sorribes i Mur
Josep Lluís Sorribes i Mur (Benijòfar) és un professor d'educació primària i polític valencià.
Va estudiar a la Universitat de València on va obtenir el doctorat el 1979.
Fou conseller del Consell predemocràtic i candidat a la llista d'UCD a les eleccions generals de 1977. Al Consell ocupà els càrrecs de Conseller d'Obres Públiques i Urbanisme, Transports i Benestar Social i Turisme entre el mes de setembre de 1980 i setembre de 1981. Conseller adjunt a la Presidència entre setembre de 1981 i novembre de 1982 en el Consell presidit per Enric Monsonís. Fou Conseller sense cartera entre novembre de 1982 i juny de 1983. El 1978 era president provincial d'UCD.
Obra
- Desarrollo capitalista y proceso de urbanización en el País Valenciano (1985)[3]